# Північний житловий масив
Північний житловий масив — один з 2 житлових масивів міста Ростова-на-Дону, що розташовано у північній частині міста. До складу Північного входять 3 північні частини деяких районів.

## Історія
Після приходу більшовиків до влади в Ростові-на-Дону в період індустріалізації було побудовано багато промислових гігантів:
- 1926 року розпочалося будівництво Ростсільмашу,
- 1932 року було побудовано завод "Труболіт",
- нові підприємства переробної промисловості,
- завод шампанських вин,
- м'ясокомбінат,
- хлібозавод.

Це вимагало нових робітників, які заселили нові житлові селища: Північний, Сільмаш, Орджонікідзе, Фрунзе, Красний місто-сад.
1971 році народився новий Генеральний план забудови Ростова-на-Дону. Межі міста розширювалися. на півночі та північному сході було включено до складу міста селища Північний, Орджонікідзевський, Сільмаш. На заході було включено до складу міста промислове селище Радянськ.

## Межі місцевості
Умовно межу можна провести за старим й новим руслом річки Темерник і водосховищ на ньому, що обмежують мікрорайони багатоповерхової забудови з півдня. За рахунок багатоповерхової забудови масив є одним з найбільш населених районів міста Ростова.

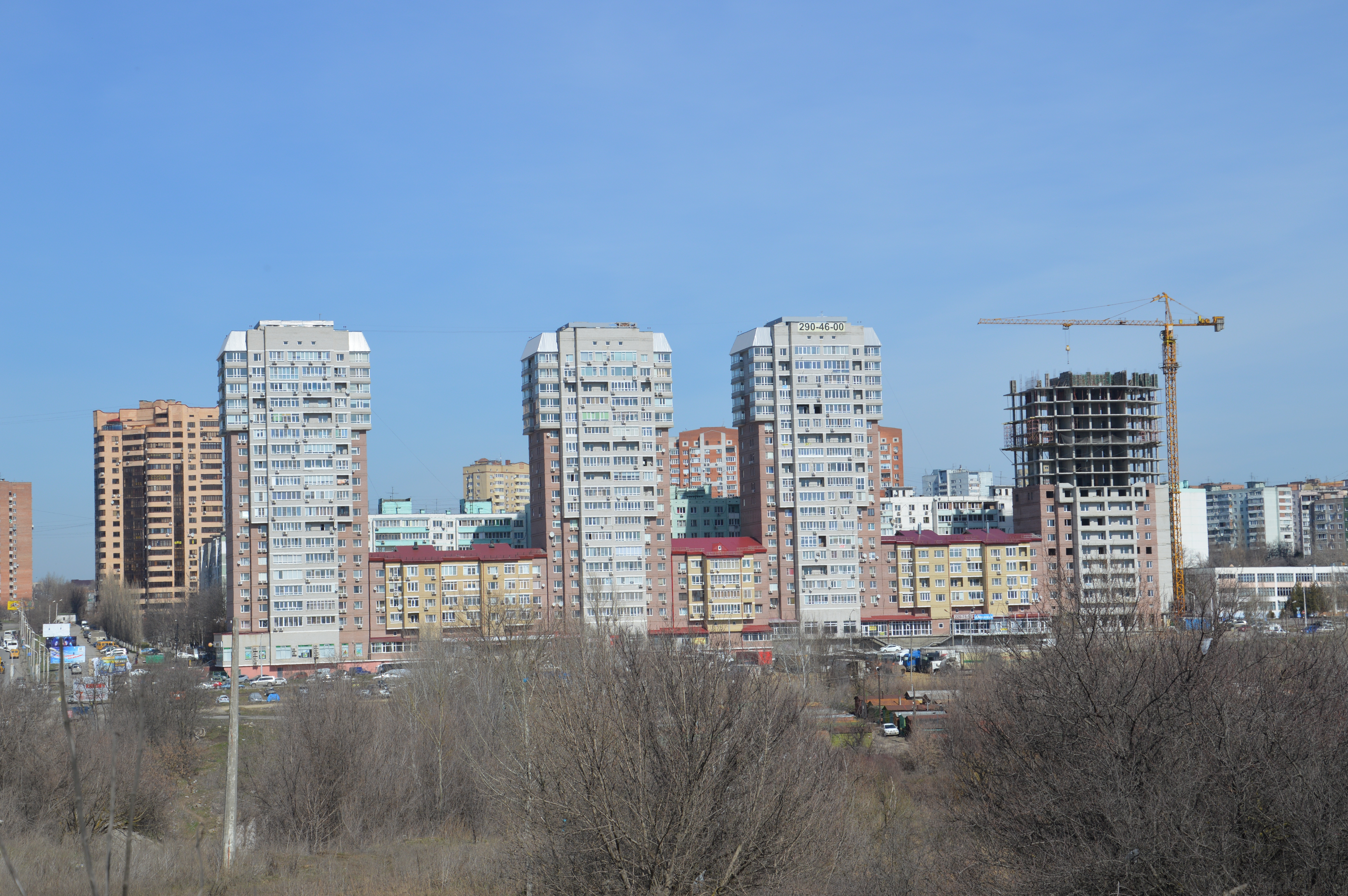
Зовнішній вигляд